# Brett Whiteley
Brett Whiteley (* 7. April 1939 in Sydney, Australien; † 15. Juni 1992 in Thirroul, New South Wales, Australien) war ein australischer Maler und Zeichner. Er gehörte zur australischen Avantgarde-Kunst-Bewegung als Vertreter eines lyrischen Abstrakten Expressionismus.

## Leben und Werk

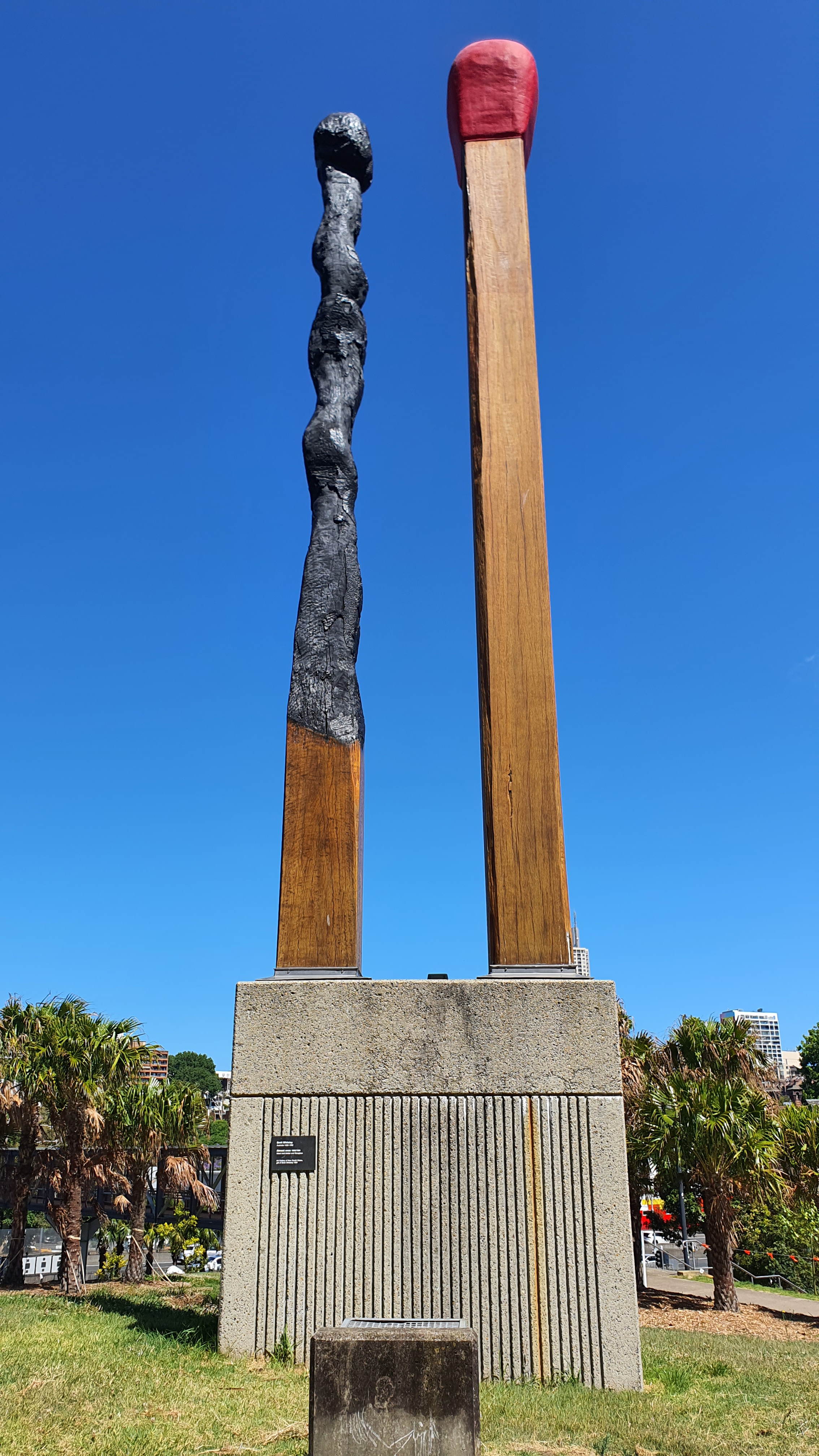
Almost Once (1991), eines der bekanntesten Kunstwerke Brett Whiteleys auf dem Areal Domain in Sydney

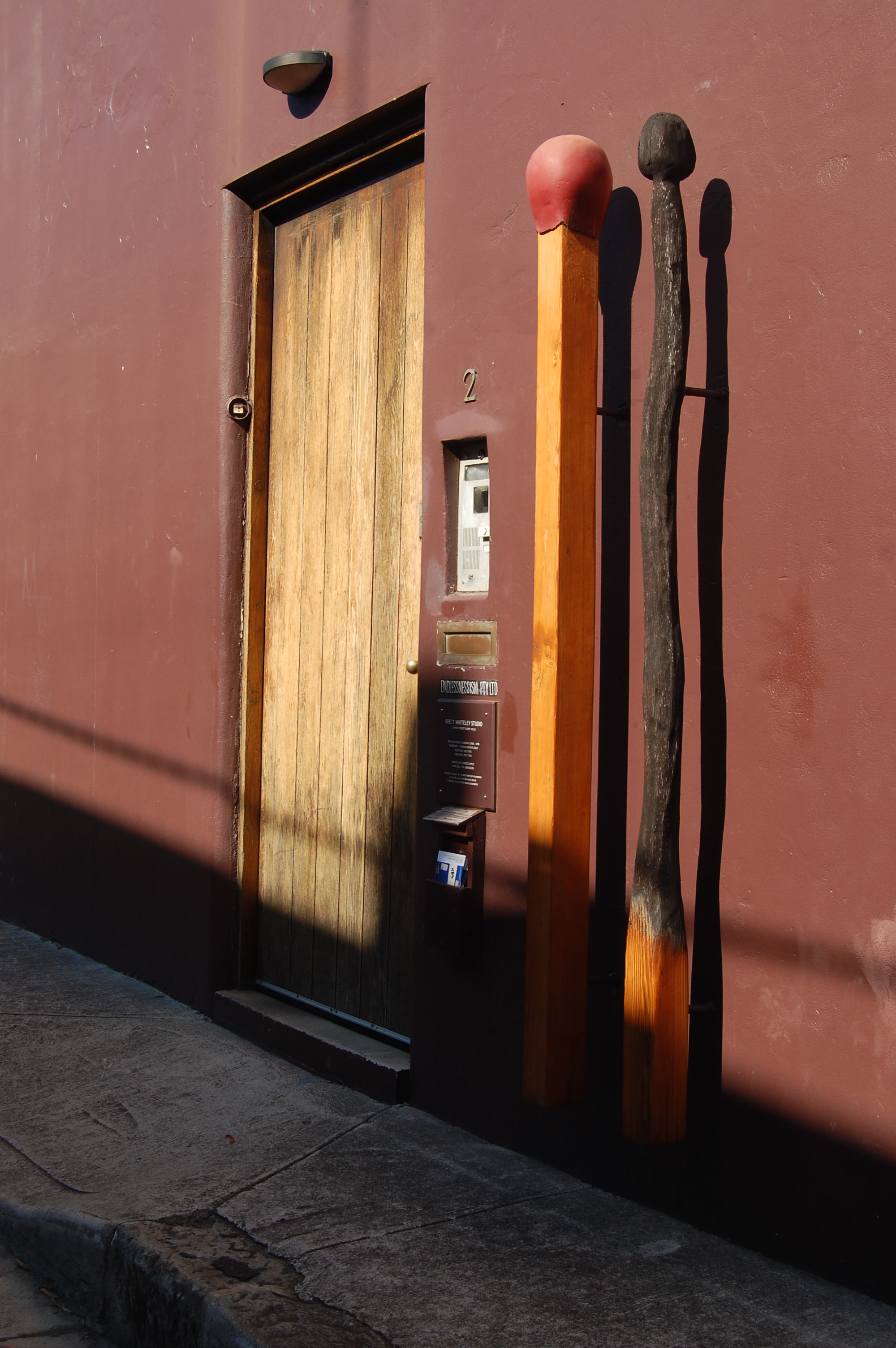
Get laid totem, Eingang Brett Whiteleys Atelier, Surry Hills, Sydney

Brett Whiteley besuchte im Jahr 1948 das Internat von Schotten College in Bathurst und von 1954 bis 1955 das Scots College in Sydney. Ende der 1950er Jahre besuchte er die abendlichen Malklassen an der Julian Ashton Art School in Sydney. Er besuchte auch die Zeichnungsklassen der National Art School in East Sydney. Er unternahm ausgedehnte Studienreisen nach Italien.
In den 1960er Jahren bekam er internationale Aufmerksamkeit mit seiner Kunst, hatte große Erfolge in der Londoner Kunstszene und stellte in der Marlborough Galerie in London aus. Er wurde für die sinnliche Kraft seiner Bilder und seine ausdrucksstarke Zeichenkunst bewundert. Im Jahr 1964 war er Teilnehmer der documenta III in Kassel in der Abteilung Malerei.
Im Jahr 1985 kaufte Whiteley ein altes Lagergebäude in Sydney und baute es in ein Studio mit Ausstellungsräumen um. Er lebte dort nach dem Einbau seiner Wohnung von 1988 bis 1992, dem Jahr, in dem er in Thirroul, New South Wales starb.
Sein Studio, das Brett Whiteley Studio, ist für die Öffentlichkeit zugänglich und bietet eine Vielzahl von Programmen, darunter Ausstellungen des Künstlers und seine Gemälde, Zeichnungen, Skulpturen und Grafiken.
Brett Whiteley wurde mit einer Reihe von nationalen und internationalen Preisen und Auszeichnungen bedacht, darunter dem Archibald- und dem Wynne-Preis.
Seine Arbeiten sind Teil der ständigen Sammlungen von zahlreichen Galerien und Museen, unter anderem der National Gallery of Australia in Canberra, der Tate Gallery in London und dem Museum of Modern Art in New York City. Er erhielt den Order of Australia (General Division) im Jahr 1991.